# 丹坂町
丹坂町（たんざかちょう）は、愛知県岡崎市の町名である。丁番を持たない単独町名であり、10の小字が設置されている。

## 地理
岡崎市の北西部に位置する。小字が設置されているが丁目は設定されていない。

### 小字
| - 字東田（あずまだ） - 字尾古根（おこね） - 字上ノ入（かみのいり） - 字川手（かわて） | - 字神度（かんど） - 字島田（しまだ） - 字峠（とうげ） | - 字野間（のま） - 字東薮下（ひがしやぶした） - 字薮下（やぶした） |

## 世帯数と人口
2019年（令和元年）5月1日現在の世帯数と人口は以下の通りである。
| 町丁   | 世帯数 | 人口 |
| ------ | ------ | ---- |
| 丹坂町 | 22世帯 | 71人 |

### 人口の変遷
国勢調査による人口の推移
| 1995年（平成7年）  | 96人 | [ 5 ] |  |
| 2000年（平成12年） | 85人 | [ 6 ] |  |
| 2005年（平成17年） | 82人 | [ 7 ] |  |
| 2010年（平成22年） | 79人 | [ 8 ] |  |
| 2015年（平成27年） | 73人 | [ 9 ] |  |

## 小・中学校の学区
市立小・中学校に通う場合、学区は以下の通りとなる。
| 番・番地等 | 小学校             | 中学校             |
| ---------- | ------------------ | ------------------ |
| 全域       | 岡崎市立恵田小学校 | 岡崎市立岩津中学校 |

## 歴史
額田郡丹坂村を前身とする。
1889年に岩津村、八ツ木村、西阿知和村、東阿知和村、西蔵前村、東蔵前村、丹坂村、恵田村、駒立村で合併し岩津村となる。同日、丹坂村廃止。
1928年から岩津町となる。1955年岩津町が岡崎市に編入され、岡崎市丹坂町となった。

## 施設
- 丹坂町公民館
- 八幡宮

## 交通
- 愛知県道339号長沢東蔵前線

## その他

### 日本郵便
- 郵便番号 : 444-2105[3]（集配局：岩津郵便局[11]）。

## 参考資料
- 「角川日本地名大辞典」編纂委員会 編『角川日本地名大辞典 23 愛知県』角川書店、1989年3月8日。ISBN 4-04-001230-5。
- 有限会社平凡社地方資料センター 編『日本歴史地名体系第23巻 愛知県の地名』平凡社、1981年。ISBN 4-582-49023-9。